# 葵興站
葵興站（英語：Kwai Hing Station）是一個位於香港新界葵青區中葵涌葵興路，屬於港鐵荃灣綫的鐵路車站，於1982年5月10日啟用。

## 車站結構
葵興站及葵芳站是在1970年代末期設計及建造的車站，兩站均是採用同一個設計款式。屬混凝土建築，從外觀看有如一個長方型的盒子。
另外葵興站與葵芳站之間的一段架空路段設有混凝土隔音屏障，是首項地鐵在興建時已經規劃的減低噪音工程，該隔音屏障有助減低列車於通過葵芳邨時的噪音影響以及防止有葵芳邨居民從高處將垃圾丟進軌道。

### 樓層
| R                 | 平台 | 葵興花園平台、停車場 |   |  |
| U1                | 月台 | \| E出口 \| \| \| \| \| \| 側式 · 開左邊车门 \| \| \| \| \| \| \| \| 荃灣綫往中環（葵芳） \| 2 \| \| \| \| 1 \| 荃灣綫往荃灣（大窩口） \| \| \| \| 側式 · 開左邊车门 \| \| \| \| \| |   |  |
| G                 | 大堂 | A－D出口、客務中心、商店、自助服務、免費Wi-Fi熱點 |   |  |
| E出口             |      | |   |  |
| 側式 · 開左邊车门 |      | |   |  |
|                   |      | 荃灣綫往中環（葵芳） | 2 |  |
|                   | 1    | 荃灣綫往荃灣（大窩口） |   |  |
| 側式 · 開左邊车门 |      | |   |  |

### 大堂
葵興站大堂的兩端非付費區是被付費區分隔，因此市民需要途徑路面往返兩端非收費區，此特點與荃灣站相似。
另外，目前葵興站大堂設有數間車站商店以及自動櫃員機。

大堂全景圖（2017年9月）

- 車站大堂（2021年3月）

### 月台
車站設有2個月台，並採用一組對向式月台排列，兩個月台的候車位置被路軌分隔，並已裝設月台閘門。乘客如果往返兩個月台須途徑大堂。根據車站啟用時的月台設計，在每個側式月台的部份牆身較低位置均裝設全身落地玻璃板或設有幼鐵絲網欄的全身結構。而牆身較高位置設有大型廣告燈箱，而每個燈箱以車站主色（黃色）的纖維板相間，而纖維板上印有車站名稱。而車站經歷多次月台翻新工程，現今月台設計與車站啟用時已大有不同。
由於葵興站太靠近建築物（新葵興廣場），故月台闊度與葵芳站相比較為狹窄，而月台闊度亦只能容納一條扶手電梯連接大堂。
另外，車站以北的路段並設有一條渡綫。
- 1號月台（2021年8月）
- 2號月台（2021年8月）

### 出入口
葵興站設有5個出入口，當中A–D出口位於車站大堂；而E出口則設於車站2號月台（荃灣綫往中環）旁。
|                                      |              | |      |
| 編號                                 | 指示         | 建議前往的目的地 | 圖片 |
| 大堂                                 |              | |      |
| 出口 · A                             | 葵興邨       | 悦品酒店（荃灣）、葵興路、葵興邨、葵俊苑、葵涌中心、葵涌道、工業街、光輝圍、貿易之都、寶星中心、耆康會馮艷管長者鄰舍中心、紅A中心、新葵興廣場、大連排道、瑞森工業大廈、世界自然基金會香港分會、中華傅道會許大同學校 |      |
| 出口 · B · 盲道标志 · 无障碍通道标志 | 巴士總站     | 葵興站公共運輸交匯處、政府合署、專綫小巴站、中葵涌公園、香港佛羅倫斯小鎮、香港兒童慈善基金會(服務中心)、旭逸雅捷酒店 (荃灣)、IPLACE、KC100、九龍貿易中心、活@KCC、TLP 132、香港都會大學葵興校園 |      |
| 出口 · C · 无障碍通道标志            | 葵康苑       | 葵康苑、佛教善德英文中學、棉紡會中學、基督教香港信義會葵盛信義學校、扶康會葵興中心、興芳路、興芳路花園、香港專業教育學院葵涌分校、葵涌蘇浙公學、葵涌運動場、葵盛圍、葵盛東邨、林士德體育館、耆康會新葵興花園老人日間護理中心、南葵涌賽馬會分科診所 |      |
| 出口 · D                             | 新葵興花園   | 香港痙攣協會羅怡基紀念學校、香港中華基督教青年會新界會所、天主教母佑會蕭明中學、基督教香港信義會馮鎰社會服務大樓、建造業訓練中心、信義會天恩堂、葵涌邨、葵合街、葵聯路、葵盛圍、警務處車輛扣留中心、新葵興花園、天主教慈幼會伍少梅中學、大窩口道、聖公會林護紀念中學、聖公會仁立小學、香港耀能協會羅怡基紀念學校、基督教香港信義會天恩堂、循道衞理聯合教會李惠利中學、東華三院陳兆民中學 |      |
| 2號月台（往中環）                    |              | |      |
| 出口 · E · 升降机标志                | 九龍貿易中心 | 葵青地區康健中心、大連排道83號、中葵涌公園、香港中旅證件服務九龍西中心、香港佛羅倫斯小鎮、興芳路、香港都會大學葵興校園、香港兒童慈善基金會、香港警察儲蓄互助社、巴士總站、葵興政府合署、專綫小巴站、興芳路、九龍貿易中心、葵昌路、新葵興廣場、IPLACE、KC100、活@KCC、TLP 132 |      |
| 註： 設有 \| 設有 \| 設有            |              | |      |

## 接駁交通及港鐵優惠
葵興站旁建有葵興站公共運輸交匯處，以轉乘巴士或小巴。
另外現時位於葵星中心及葵盛東商場的港鐵特惠站亦適用於葵興站，為使用成人八達通的乘客提供港幣2元車費回贈。

## 歷史

### 命名
葵興站位於中葵涌，在1967年的地底集體運輸系統建議書中，此站命名為葵涌，在通車時據附近興建政府廉租屋葵興邨而命名為葵興站。

### 增建E出口
九龍貿易中心第一期南座寫字樓於2008年9月1日落成，其後發展商新鴻基地產亦興建葵昌路行人天橋橫跨葵涌道連接葵興站，而港鐵亦增建E出口連接該行人天橋以及車站2號月台（往中環方向），並於2011年6月3日啟用。

### 月台閘門
現時葵興站所有月台已裝上月台閘門，並已投入運作。月台閘門約高1.5米。整個計劃於平日深夜終止服務期間加建。此站連同葵芳站及觀塘綫九龍灣站、牛頭角站屬於第二期月台閘門加裝工程，並已於2011年8月完工。

### 翻新月台
與市區綫其他非地下車站一樣，葵興站月台由2011年起也開始展開翻新工程，當中包括安裝假天花、改善照明，亦翻新了黃色站名纖維板，將原本印在纖維板上的月台編號及「往荃灣／中環」的行車方向資訊則改為張貼在月台閘門之上。
由於安裝假天花後，車廂乘客不能直接目視舊有廣告燈箱，因此港鐵公司在2013年於葵興站兩個月台設置多個座地廣告燈箱。自此以後，所有在葵興站牆身高位的廣告燈箱被完全棄用。而1號月台僅設有5個座地大型廣告燈箱；而2號月台則設有8個同類型燈箱。

## 相關事件

### 反修例期間遭到破壞

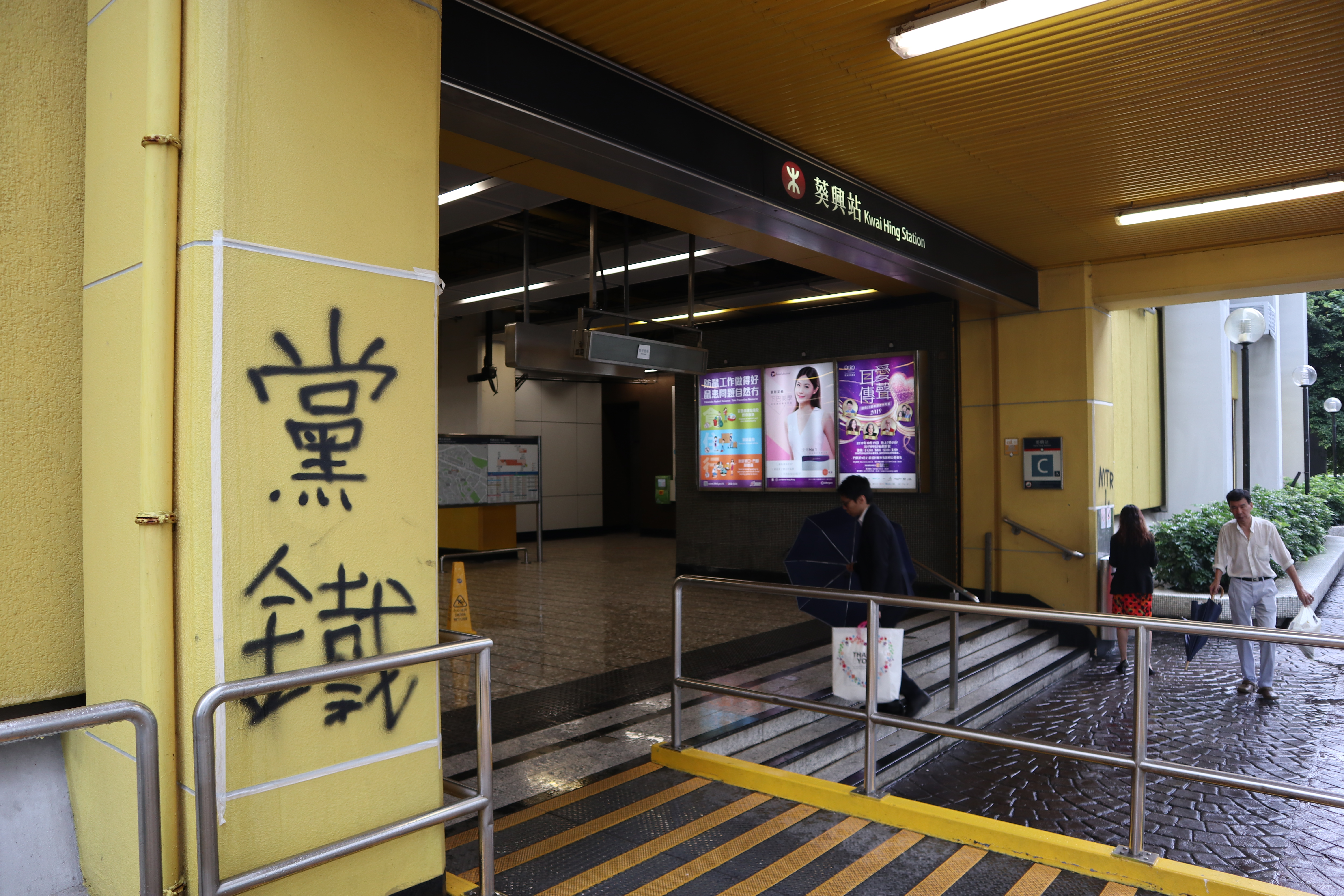
車站出口外牆被噴上字句（2019年8月26日）

- 2019年11月11日，葵興站遭到反修例示威者攻擊而關閉[20]。
- 2020年2月3日，有反修例示威者在葵興站以北路段的軌道拋下雜物[21]。

## 外部連結
- 港鐵公司－葵興站街道圖 （页面存档备份，存于）
- 港鐵公司－葵興站位置圖 （页面存档备份，存于）
- 港鐵公司－葵興站列車服務時間 （页面存档备份，存于）
- 香港鐵路大典上的相关条目：葵興站